# بزرگ‌شدن پستان مردانه
بزرگ‌شدن خوش‌خیم پستان مردانه یا ژینِکوماستی (به فرانسوی: gynécomastie) به رشد غیرطبیعی پستان در مردان و در نتیجه بزرگ‌شدن پستان آن‌ها گفته می‌شود. ژینکوماستی شایع‌ترین اختلال خوش‌خیم بافت پستان مردانه است و ۳۵ درصد از مردان را تحت تأثیر قرار می‌دهد و بیشترین شیوع بلند مدت آن در سنین ۵۰ تا ۶۹ سالگی صورت می‌گیرد. ۷۰ درصد از پسران نوجوان به دلیل تغییرات هورمونی تا حدودی به ژنیکوماستی مبتلا شوند. از این تعداد، ۷۵٪ در عرض دو سال پس از شروع، بدون درمان برطرف می‌شوند. اگر این عارضه در عرض ۲ سال برطرف نشد، یا باعث خجالت، درد یا حساسیت شود، درمان ضروری است. درمان ژنیکوماستی که بیش از دو سال ادامه داشته‌است اغلب بی اثر است. ژنیکوماستی با «ژنیکوماستی کاذب» متفاوت است، که معمولاً در مردان چاق وجود دارد.
ژنیکوماستی در مواردی مانند نوزادان پسر به دلیل در معرض استروژن از طرف مادر قرار گرفتن، پسران نوجوانی که به بلوغ می‌رسند. مردان مسن، بالای ۵۰ سال می‌تواند طبیعی باشد. در مردان چاق اغلب موارد ژنیکوماستی نیازی به آزمایش‌های تشخیصی ندارند. ژنیکوماستی ممکن است ناشی از تغییرات غیرطبیعی هورمونی باشد، هر شرایطی که منجر به افزایش نسبت استروژن/آندروژن مانند بیماری‌های کبد، نارسایی کلیه، بیماری‌های تیروئید و برخی تومورهای غیر سینه‌ای شود. الکل و برخی داروها نیز می‌توانند باعث بزرگ شدن سینه شوند. علل دیگر ممکن است شامل سندرم کلاین فلتر، اختلال متابولیک، یا کاهش طبیعی تولید تستوسترون باشد که حتی با وجود سطوح طبیعی استروژن و آندروژن، به دلیل تغییر نسبت آن بروز می‌کند.

## سبب‌شناسی
این بیماری اغلب به دلیل اختلال هورمون‌های جنسی است هرچند می‌تواند ناشی از مصرف برخی داروها مانند داروهای آنتی آندروژن و دیگوکسین و افزایش ترشح پرولاکتین باشد.
علل شایع گاینکومستیا نامشخص باقی می‌ماند، هر چند طور کلی به عدم تعادل هورمون‌های جنسی یا پاسخ بافت به آن‌ها نسبت داده شده‌است. علت ریشه‌ای به ندرت برای موارد فردی تعیین می‌شود. شرایط همچنین ممکن است به علت عدم تعادل از اثرات استروژن و آندروژن در پستان، در نتیجه عمل استروژن افزایش یافته وجود آید. تقریباً ۴ تا ۱۰ درصد موارد از این بیماری به علت مواد مخدر می‌باشد. هر دو دیگوکسین و فورزماید گزارش شده که شرایط یکسان را به وجود می‌آورند. اگرچه در صورت استفاده این دارو همزمان شانس گاینکومستیا افزایش می‌یابد. برجستگی پستان می‌تواند از پُرسازی (هیپرتروفی) بافت پستان، بافت چربی سینه و پوست و در نتیجه و به‌طور معمول ترکیبی می‌باشد. برجستگی پستان که صرف به علت چربی بیش از حد باشد را ژنیکوماستی می‌نامند و در زبان انگلیسی از واژه‌های پزشکی Pseudogynecomastia، یا Lipomastia برای آن استفاده می‌شود.

## درمان
درمان حذف عامل ایجادکننده است (مانند قطع دارو، هورمون جنسی یا ماده مخدر) در برخی موارد تجویز داروهایی مانند بروموکریپتین و نهایتاً جراحی صورت می‌گیرد. این وضعیت گاهی می‌تواند باعث مورد تن‌شرمی قرار گرفتن شود.

## اشکال مختلف ژنیکوماستی یا سینه مردانه
بر اساس فاکتورهایی مانند اندازه بزرگی سینه و زنانگی بودن آن، ژنیکوماستی به چهار درجه تقسیم می‌شود. درجه یا گرید ۱ خفیف‌ترین و درجه ۴ شدیدترین آن است.
درجه یک: تجمع نقطه‌ای و موضعی بافت‌ها در نوک سینه است. این وضعیت از نظر شدت بسیار خفیف محسوب می‌شود.
درجه دو: بزرگی متوسط سینه که فراتر از مرزهای نوک سینه رفته و حاشیه آن از سینه قابل تشخیص نیست. این وضعیت خفیف تا برجسته در نظر گرفته می‌شود.
درجه سه: بزرگی متوسط سینه که فراتر از نوک سینه گسترش یافته، حاشیه‌های مشخصی در سینه داشته و پوست اضافی دارد. این وضعیت برجسته و قابل مشاهده در نظر گرفته می‌شود.
درجه چهار: بزرگی مشخص سینه همراه با پوست اضافی و زنانگی ظاهر سین که وضعیتی شدید و زنانه در نظر گرفته می‌شود.

## نگارخانه

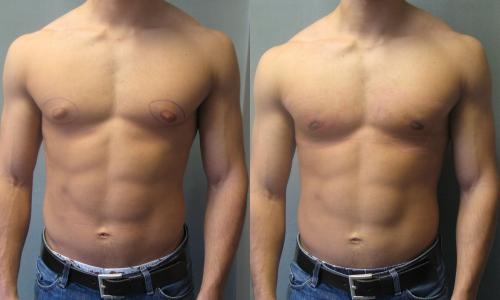
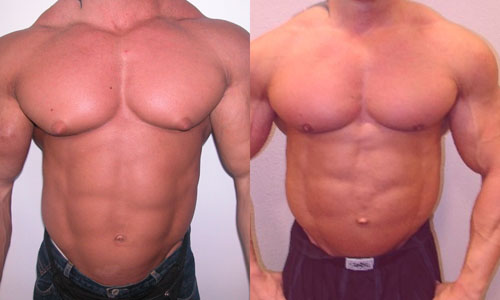
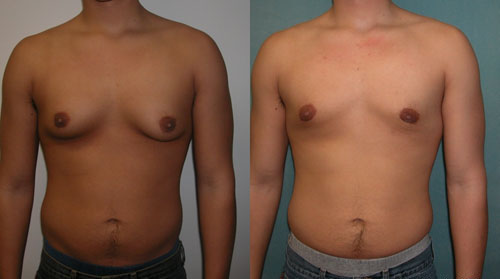
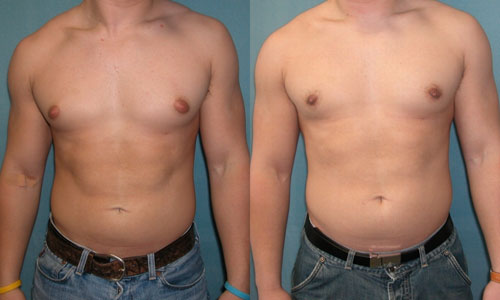
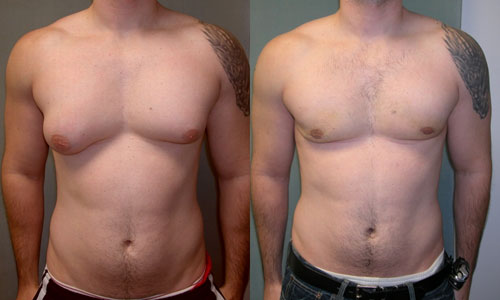
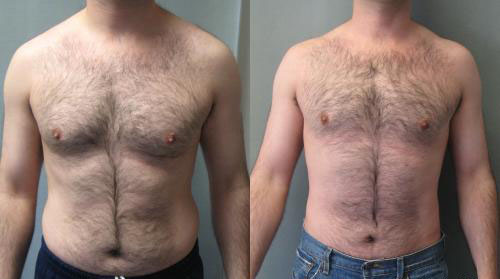